# Madison Historic District (Indiana)
Der Madison Historic District ist ein Denkmalschutzensemble in Madison im Jefferson County, Indiana. Als solcher wurde er wegen seiner einzigartigen Schönheit und der für den Mittleren Westen typischen Architektur 2006 zu einer National Historic Landmark erklärt. Zu den prominenten Bauwerken innerhalb des Distrikts gehören das Lanier Mansion und das Charles L. Shrewsbury House, die beide selbst als National Historic Landmark eingestuft sind sowie das Schofield House, das als Geburtsstätte der Großloge der Freimaurer Indianas gilt. Insgesamt gehören 133 Blocks in Madison dazu. Diese liegen erhöht über dem Ohio River.
Das Lanier Mansion war das frühere Domizil von James Lanier, dessen Finanzen es dem damaligen Gouverneur Oliver P. Morton ermöglichten, die Regierung Indianas von 1862 bis 1865 unter Umgehung des Gesetzgebungsprozesses zu führen. Das Shrewsbury House wurde für den Kampferkapitän Charles Shrewsbury erbaut, der später zum Bürgermeister der Stadt gewählt wurde. Francis Costigan war der Architekt des Hauses, das als eine der besten Bauten auf einem schmalen Grundstücken durch einen modernen Architekten gilt und dessen Salon der Glanzpunkt des Hauses ist.
Viele der bekannteren Bauten in dem Distrikt wurden von dem in Madison geborenen Costigan gebaut. Dieser favorisierte des neoklassizistischen Baustil.
Seine beste Zeit erlebte Madison vor 1860. Die Stadt war ein Verkehrsknoten, an dem auf Schiffen transportierte Güter umgeschlagen und ins Innere Indianas transportiert wurden. Als 1835 die Madison & Indianapolis Railroad gebaut wurde, war Madison viel größer als Indianapolis, die damals neue Hauptstadt des Bundesstaates. Die Bahnlinie wurde vor allem durch aus Irland stammende Bauarbeiter errichtet. Als sich die Verkehrswege änderten, verblich der Glanz Madisons, bis ein Jahrhundert später die Tourismusbranche die Stadt vor dem weiteren Niedergang bewahrte.
Madison war auch eine wichtige Station der Underground Railroad, da die Bewohner vieler Häuser einst daran beteiligt waren, Sklaven in die Freiheit zu verhelfen.
Der Historic District wurde vom National Register of Historic Places als historisches Denkmal am 25. Mai 1973 mit der Nummer 73000020 aufgenommen.

## Galerie

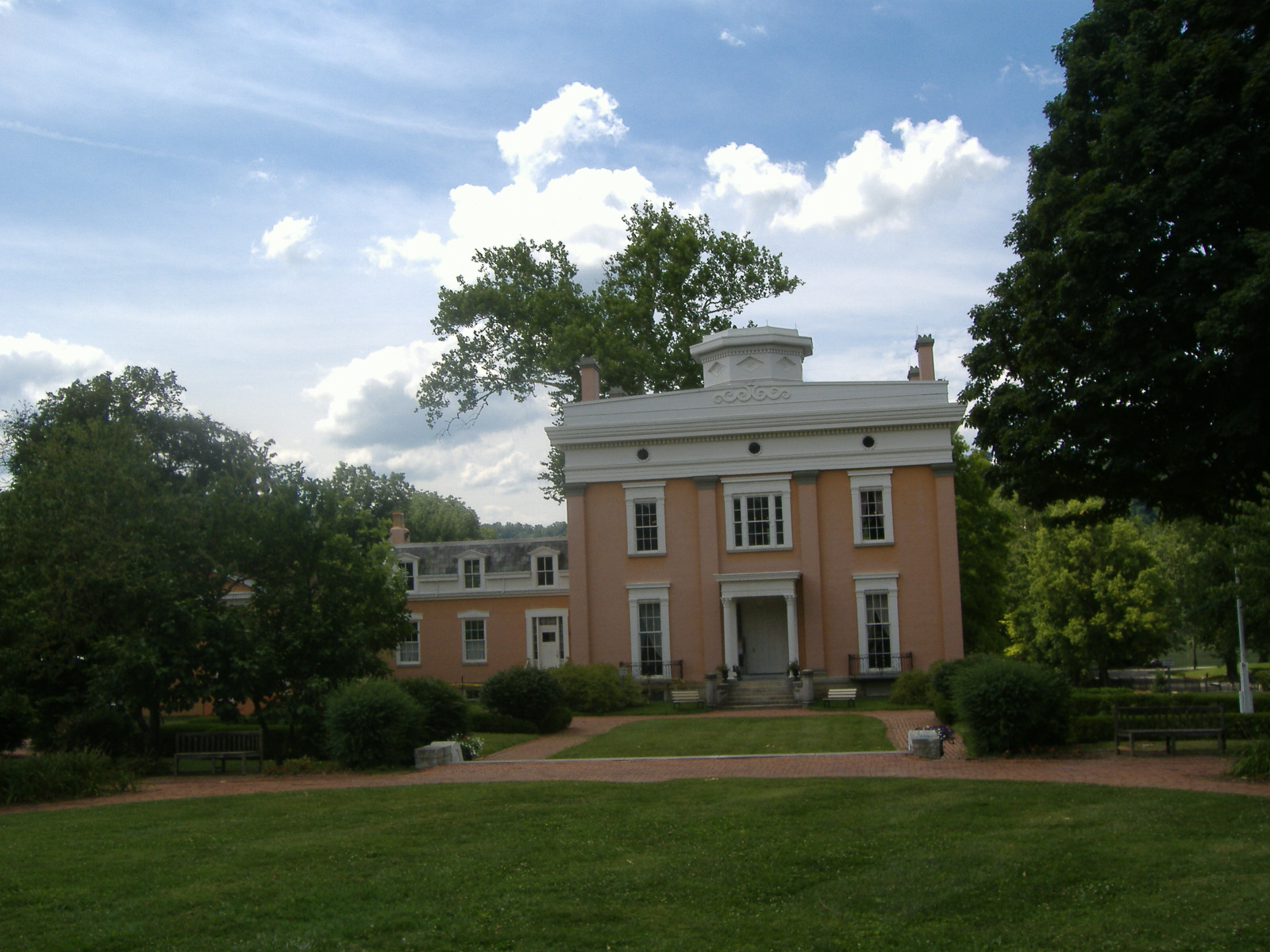
Lanier Mansion
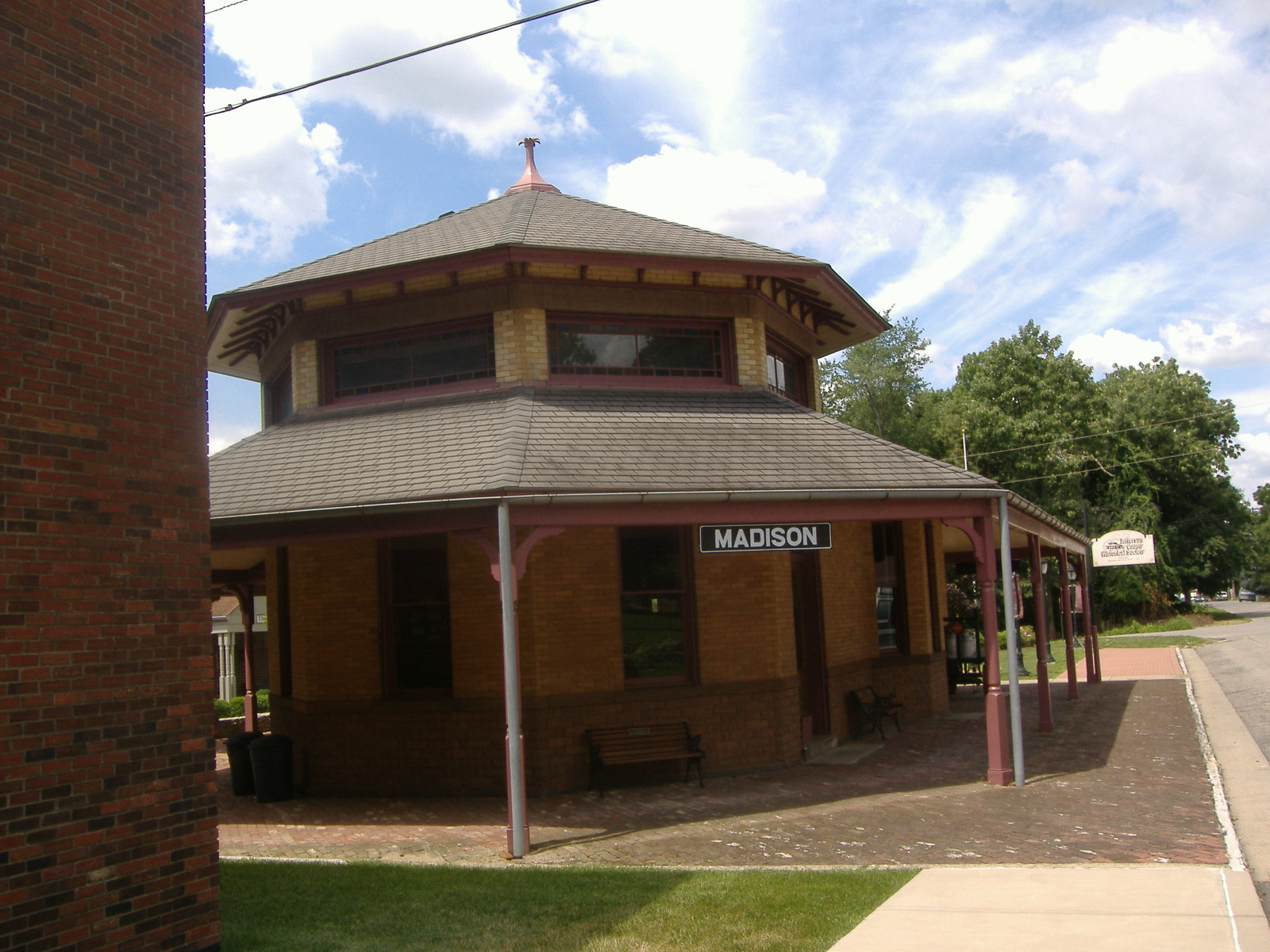
Old Railroad Depot
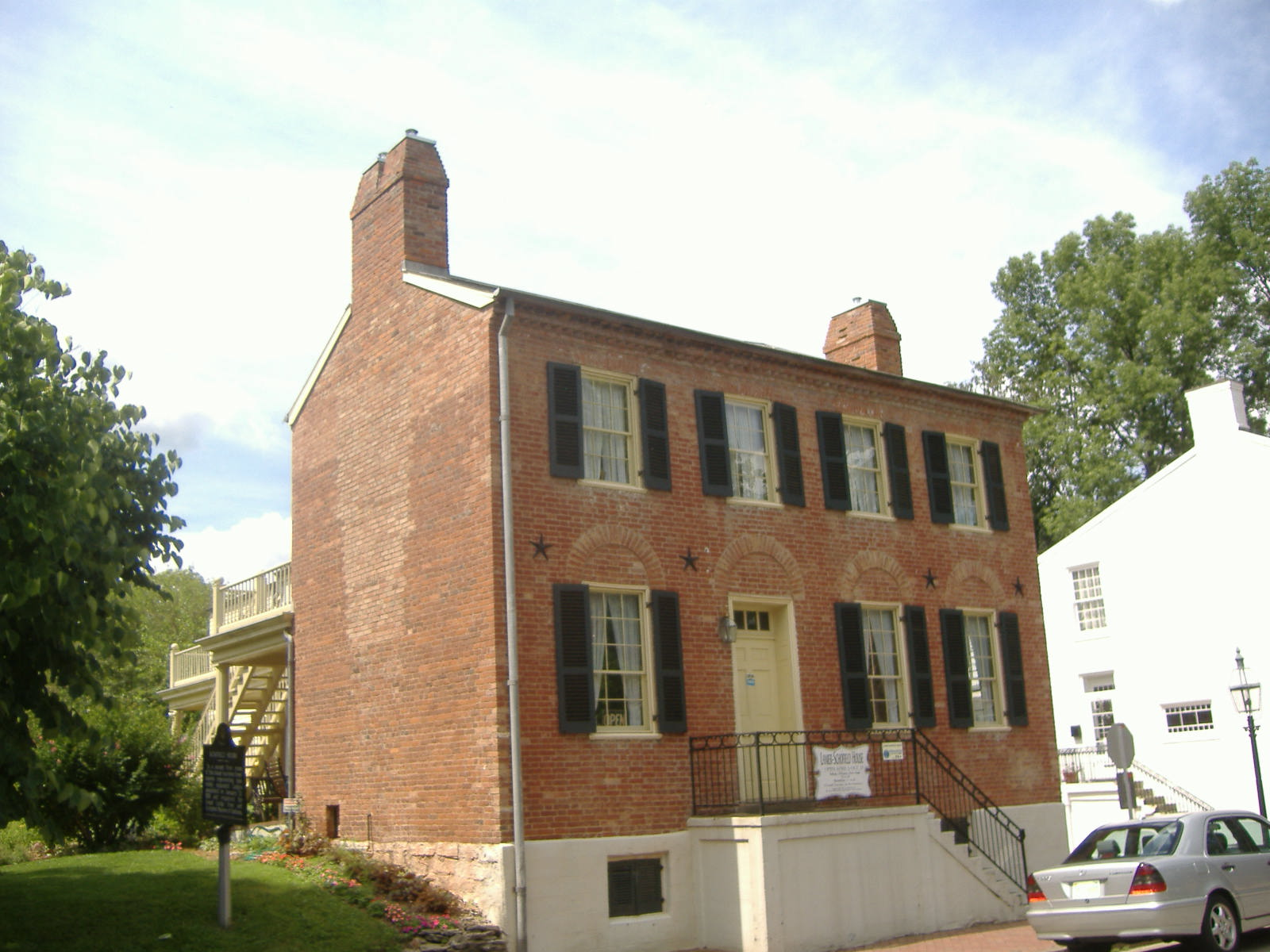
Schofield House
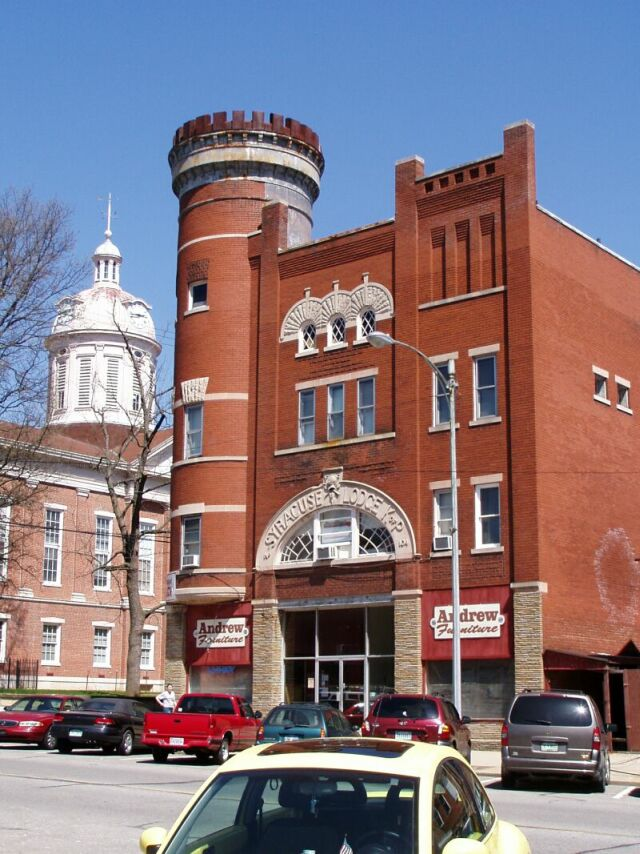
Syracuse Lodge of the K of P, Madison, IN